# Linn Farrish
Linn Markley Farrish (Rumsey, Kalifornia, 1901. október 3. – Görögország, Athén közelében, 1944. szeptember 11.) olimpiai bajnok amerikai rögbijátékos és második világháborús katona.
A Stanford Egyetem csapatában játszott rögbit és amerikai futballt. Az 1924. évi nyári olimpiai játékokon az amerikai rögbicsapatban játszott és olimpiai bajnok lett.
Az egyetem után elismert geológus lett.
A második világháborúban titkos küldetésekben vett részt Jugoszlávia területén mint titkosügynök, pilóta és ejtőernyős. A harmadik 90 napos bevetésen zuhant le a repülőgépe. Distinguished Service Cross medállal tüntették ki.